# بلوط برگ‌اره‌ای
بلوط برگ‌اره‌ای (نام علمی: Quercus acutissima) نام یک گونه از سرده بلوط است.